# Pistolera

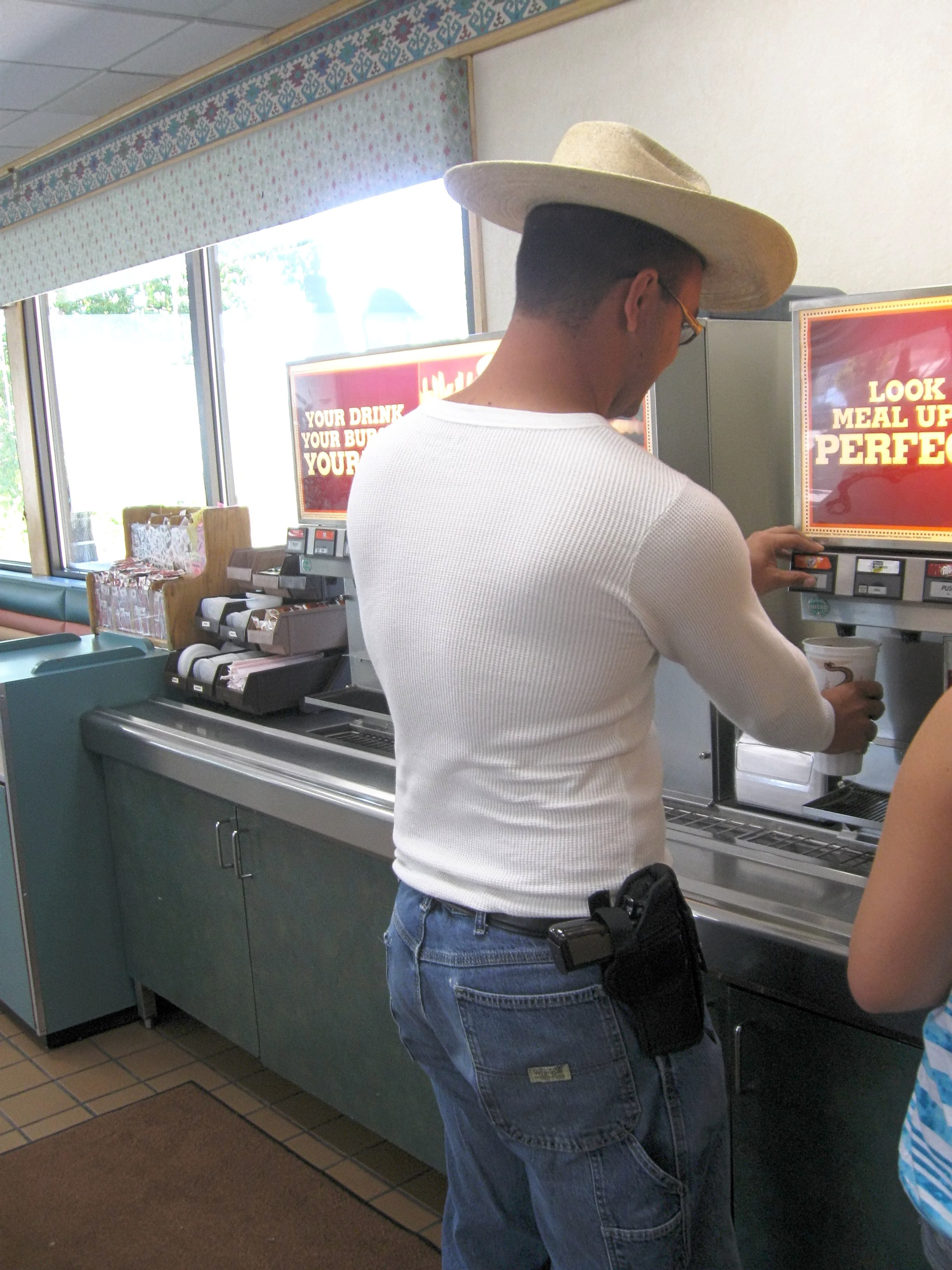
Hombre llevando abiertamente una pistola 9 mm FN Browning GP-35 en una pistolera en Águila, Colorado.

Una pistolera es un dispositivo utilizado para aguantar o restringir el  movimiento indeseado de un arma de fuego corta, más generalmente en un lugar en el que puede ser fácilmente empuñada para uso inmediato. 
Las pistoleras se sujetan a menudo a un cinturón o bandolera, pero  pueden estar sujetas a otras partes del cuerpo (p. ej., las pistoleras de tobillo). Existe variación en el grado en el que las pistoleras aseguran o protegen el arma de fuego. Algunas usadas por agentes de policía tienen una correa sobre su parte superior para hacer  menos probable que el arma caiga del recipiente o hacer más difícil que otra persona coja la pistola. Algunas pistoleras tienen una solapa en la parte superior para proteger el arma de los elementos.
- Datos: Q1475429
- Multimedia: Holsters / Q1475429